# جيراردو ليفا هرنانديز
جيراردو ليفا هرنانديز (بالإسبانية: Gerardo Leyva Hernández)‏ هو سياسي مكسيكي، ولد في 11 مايو 1967. حزبياً، نشط في حزب الثورة الديمقراطية. وقد انتخب عضو مجلس النواب المكسيك.